# Lommatzsch
Lommatzsch (em alto sorábio: Hłomač) é um município da Alemanha, situado no distrito de Meißen, no estado da Saxônia. Tem 66,47 km² de área, e sua população em 2019 foi estimada em 4.848 habitantes.